# Nada sōsō
Nada sōsō (淚光閃閃 ou 涙そうそう), parfois orthographié Nada sousou, est une chanson composée et interprétée par la chanteuse et actrice tokyoïte Ryoko Moriyama (森山 良子) et le groupe de musique de l'île Ishigaki Begin (ビギン).
Elle est célèbre au Japon, à la fois par l'utilisation dans le film Nada sōsō et par le succès de son interprétation par la chanteuse, également d'Okinawa, Rimi Natsukawa (夏川りみ), qui resta dans plusieurs classements dont 123 semaines au top 100 des chansons dans le classement Orikon (オリコン).
Cette chanson a été reprise en anglais par le groupe de PopRock, Against The Current, en 2015.